# Adam D’Apuzzo
Adam D’Apuzzo (* 20. Oktober 1986 in Sydney) ist ein ehemaliger australischer Fußballspieler.

## Karriere
Er begann seine Profikarriere in der NSW Premier League bei den Marconi Stallions. Zuvor spielte er allerdings schon für St George Saints und Sydney Olympic. Im Jahr 2006 bekam er ein Angebot des A-League-Vereins Newcastle Jets, das er annahm. Für die Jets debütierte er am 1. September 2006, im Spiel gegen Brisbane Roar. In seiner ersten Saison bei Newcastle, in der er regelmäßig auf der linken Verteidigerposition eingesetzt wurde, konnte er in elf Spielen ein Tor erzielen. Am 18. Februar 2011 wurde bekannt, dass D’Apuzzo den Verein verlassen würde. Er traf sich daraufhin mit der Geschäftsführung des FC Sydney um einen Vertrag auszuhandeln. Entgegen den Erwartungen unterzeichnete er am 20. Juni 2011 einen Vertrag bei den APIA Leichhardt Tigers, einem semi-professionellen Fußballclub aus New South Wales. Im Sommer 2012 schloss er sich dem neu gegründeten A-League-Verein Western Sydney Wanderers an. Er verließ den Klub im Dezember 2014 aufgrund von Unstimmigkeiten bei den Vertragsdetails.